# Arrest Der Bildtpollen/Miedema

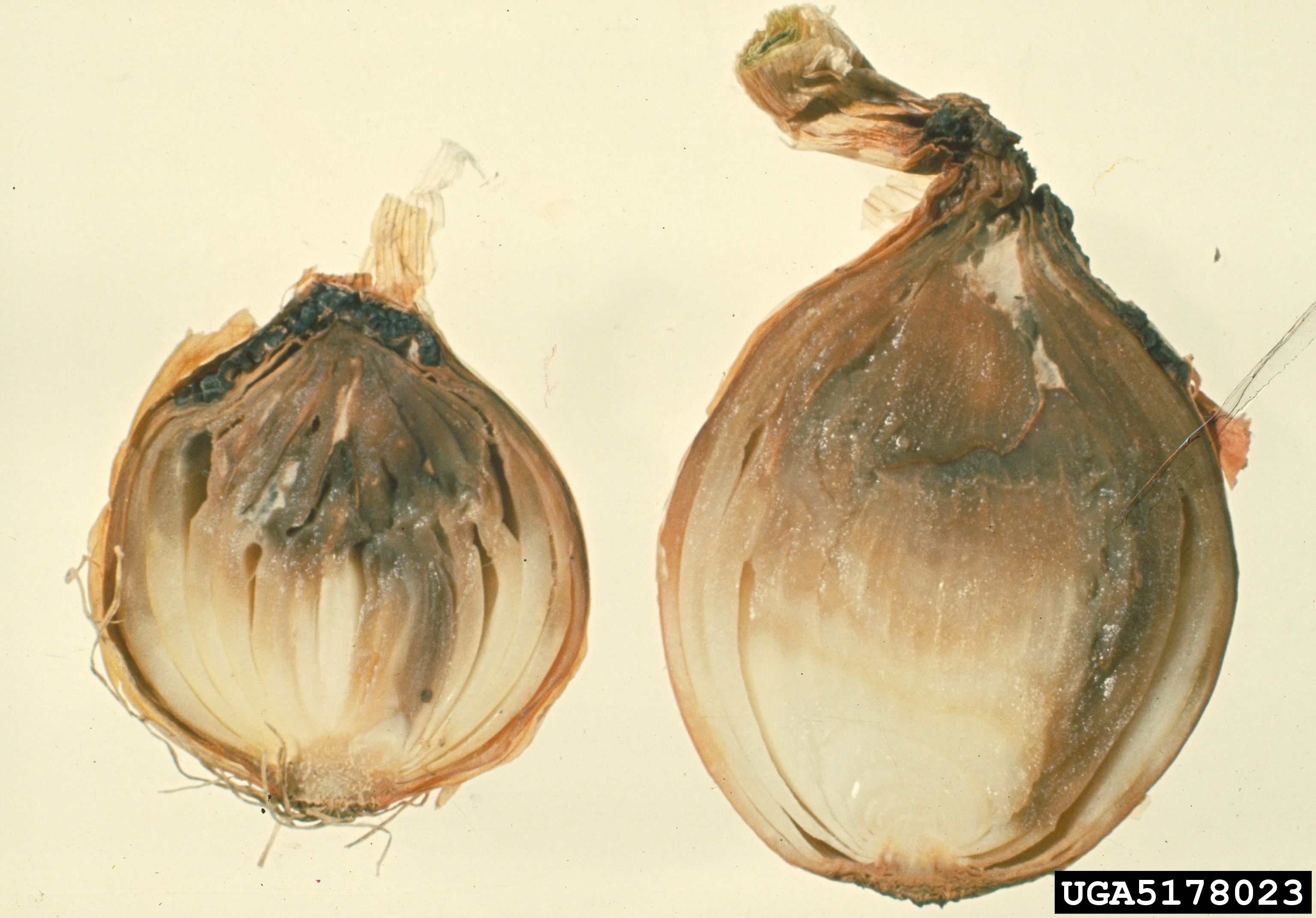
Doorsnede van uien met koprot, de schimmelziekte die de schade van Miedema had veroorzaakt.

Der Bildtpollen/Miedema (HR 7 april 2006, ECLI:NL:HR:2006:AU6934) is de roepnaam van een op 7 april 2006 door de Nederlandse Hoge Raad gewezen arrest, dat ziet op toepassing van de zogenaamde omkeringsregel in het Nederlandse civiele bewijsrecht. In het arrest oordeelde de Hoge Raad dat de enkele verhoging van de kans op gevaar onvoldoende is voor toepassing van de omkeringsregel.

## Feiten en procesverloop
Der Bildtpollen Aanwas BV had in het voorjaar van 1993 uien laten storten als voer voor schapen op korte afstand van het bedrijf van uienteler Miedema te Oudebildtzijl. Op de uienvelden van Miedema ontstond de schimmelziekte koprot (Botrytis aclada). Miedema stelde dat Bildtpollen de uien die niet door de schapen waren opgegeten had laten liggen, dat deze uienresten waren gaan rotten en schimmelen en dat daardoor zijn uienplanten waren besmet. 
Miedema stelt Bildtpollen aansprakelijk op grond van onrechtmatige daad en vordert voor de Rechtbank Leeuwarden een bedrag van ƒ 66 849,97 plus wettelijke rente aan schadevergoeding. 
De rechtbank heeft de vordering bij eindvonnis van 5 augustus 1998 afgewezen. Miedema was volgens de rechtbank niet geslaagd in het bewijs van het causaal verband tussen het handelen van Bildtpollen en de ontstane koprot. Beide partijen zijn tegen deze uitspraak in hoger beroep gegaan bij het Gerechtshof Leeuwarden.
In zijn tussenarrest van 31 oktober 2001 overwoog het gerechtshof dat het doen storten van uien op een dijk, zonder zorg te dragen voor verwijdering van de resten, in beginsel moet worden aangemerkt als onzorgvuldig handelen jegens uientelers op aangrenzende percelen. Door aldus te handelen wordt immers de kans op de verspreiding van plantenziekten vergroot. Als zou blijken dat dit gedrag een risico op het ontstaan van de door Miedema geleden schade in het leven zou roepen, zou daarmee het causaal verband in beginsel gegeven zijn. Het hof overwoog dat het vervolgens aan Bildtpollen zou zijn om te bewijzen dat de schade ook zonder dat gedrag zou zijn ontstaan. Het hof overwoog aldus de bewijslast om te keren door toepassing van de zogenaamde omkeringsregel, die in de rechtspraak van de Hoge Raad was ontwikkeld.
Nadat het hof deskundigen had geraadpleegd en getuigen had gehoord, overwoog het hof in zijn tussenarrest van 15 september 2004 dat het handelen van Bildtpollen een risico op het ontstaan van de door Miedema geleden schade in het leven heeft geroepen, en dat daarmee het causaal verband gegeven is. Bildtpollen had naar het oordeel van het hof niet aangetoond dat de schade ook zonder dat gedrag zou zijn ontstaan en het hof vond het niet nodig om Bildtpollen alsnog de gelegenheid te geven dat te bewijzen. Tegen deze tussenarresten heeft Bildtpollen beroep in cassatie ingesteld bij de Hoge Raad.

## Beoordeling door de Hoge Raad
In cassatie klaagt Bildtpollen dat het gerechtshof ten onrechte heeft geoordeeld dat Bildtpollen onzorgvuldig heeft gehandeld, door slechts te kijken naar de kans op het ontstaan van schade. Ook heeft het gerechtshof volgens Bildtpollen ten onrechte de omkeringsregel toegepast.
Beide klachten slagen. Volgens de Hoge Raad moet bij de beantwoording van de vraag of sprake is van onzorgvuldig handelen "niet alleen ... worden gelet op de kans op schade, maar ook op de aard van de gedraging, de aard en ernst van de eventuele schade en de bezwaarlijkheid en gebruikelijkheid van het nemen van voorzorgsmaatregelen". De Hoge Raad verwijst naar zijn arrest van 5 november 1965 (Kelderluik). Ook de enkele verhoging van de kans op verspreiding van plantenziekten is naar het oordeel van de Hoge Raad onvoldoende om onrechtmatigheid aan te nemen. De Hoge Raad oordeelt met een verwijzing naar zijn arrest van 9 december 1994 (Zwiepende tak) dat "zodanig gevaarscheppend gedrag slechts onrechtmatig is indien de mate van waarschijnlijkheid van schade als gevolg van dat gedrag zo groot is dat de betrokkene zich naar maatstaven van zorgvuldigheid van dat gedrag had moeten onthouden". 
Ten aanzien van de omkeringsregel oordeelt de Hoge Raad dat voor toepassing daarvan onder meer is vereist "(i) dat sprake is van schending van een norm die ertoe strekt een specifiek gevaar ter zake van het ontstaan van schade bij een ander te voorkomen en (ii) dat dit gevaar door de normschending in het algemeen aanmerkelijk wordt vergroot". 
De Hoge Raad vernietigt de bestreden arresten en verwijst de zaak ter verdere behandeling en beslissing naar het Gerechtshof Amsterdam.

## Criteria voor de omkeringsregel
De Hoge Raad hanteerde voor de onrechtmatige daad twee criteria die van belang zijn voor de toepassing van de zogenoemde omkeringsregel:
- Er moet sprake zijn van schending van een norm die ertoe strekt een specifiek gevaar ter zake van het ontstaan van schade bij een ander te voorkomen. (in dit geval: er is geen specifieke norm die het storten van uien verbiedt om koprot bij belendende uientelers te voorkomen)
- Het specifieke gevaar moet door de normschending in het algemeen aanmerkelijk zijn vergroot. (in dit geval: het risico van het verspreiden van ziekten moet in het algemeen aanzienlijk worden vergroot door het laten rotten van de uienresten)

Van dit laatste criterium heeft de Hoge Raad afstand genomen in zijn arrest Erven A/B en C (HR 23 november 2012, ECLI:NL:HR:2012:BX7264).